# 奥伯施塔特
奥伯施塔特（德語：Oberstadt）是德国图林根州的市镇，隶属于希尔德布格豪森县。总面积为13.41平方千米，截至2023年12月31日总人口为319人。